# Rede Latino-Americana e do Caribe de Sitios de Memória

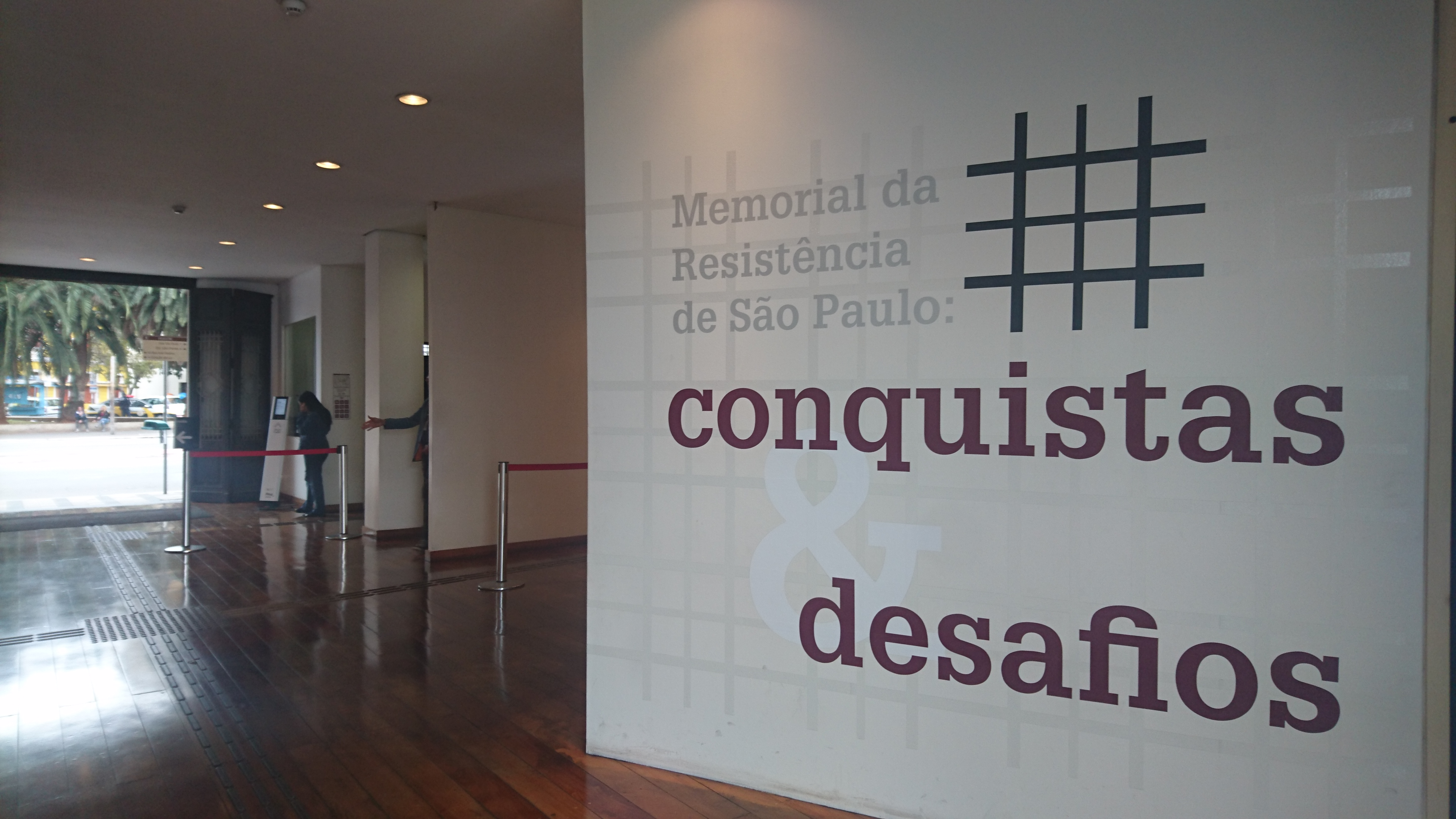
Memorial da Resistência de São Paulo, um dos sitios de memória da rede

A Rede Latino-Americana e do Caribe de Sitios de Memória  (RESLAC por sua sigla em espanhol) é uma organização que tem como missão promover a democracia e a valorização dos direitos humanos na América Latina e no Caribe, por meio da recuperação, construção e difusão das memórias coletivas das graves violações aos direitos humanos e às resistências, no passado e no presente, para alcançar a verdade, justiça e medidas de não repetição. A rede reúne 44 instituições de 12 países (Argentina, Brasil, Chile, Colômbia, El Salvador, Guatemala, Haiti, México, Paraguai, Peru, República Dominicana e Uruguai). Em nível mundial, é uma das sete redes regionais que formam a Coalizão Internacional de Sítios de Consciência, que tem mais de 275 membros em 65 países.
A rede está integrada por diversas iniciativas que podem ser lugares históricos, museus, memoriais, centros de investigação, arquivos ou organizações territoriais, vinculados por interesses comuns na defesa dos direitos humanos. Em cada instituição se estabelece um claro vínculo entre passado, presente e futuro. Cada um destes espaços desenvolve programas e projetos que, de diferentes formas, procuram incidir em suas sociedades para a construção do ideal do "Nunca Mais" à violência e ao terrorismo de Estado. Nesse sentido, impulsionam ações de comunicação; pesquisa; educação formal e não formal, preservação e valorização de arquivos, coleções e acervos.

## História
A Coalizão Internacional de Sítios de Consciência surge a partir da iniciativa do Lower East Side Tenement Museum de Nova York, que buscava incorporar questões sociais atuais nos museus, relacionando o passado com o presente e seus desafios em matéria de direitos humanos. Em dezembro de 1999, oito organizações da Rússia, África do Sul, Bangladesh, Inglaterra, Senegal, República Checa, Estados Unidos e Argentina reuniram-se e criaram a Coalizão Internacional de Lugares Históricos de Consciência, que numa declaração pública expressava que era obrigação dos lugares históricos acompanhar ao público na elaboração de conexões entre a história de seus lugares e seus envolvimentos contemporâneos.

A organização argentina Memoria Abierta, uma das instituições fundadoras, promoveu a relação e a coordenação com diferentes lugares de memória e organizações de direitos humanos no Cone Sul, criando-se em 2005 a Rede de Sítios de Consciência de América do Sul, quando Coalizão Internacional passou a criar redes regionais que permitiram uma organização de outras características e uma articulação maior entre os sítios que tratam de memórias de passados traumáticos. Esta rede é coordenada, até o dia de hoje, por Memoria Abierta.

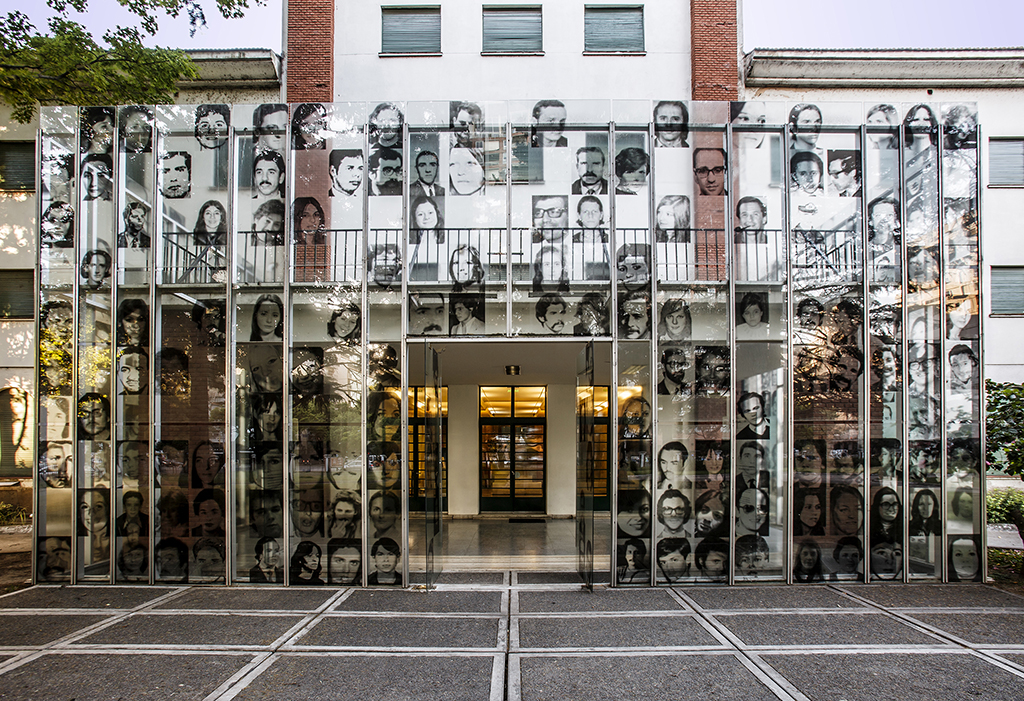
Museo Sitio de Memória ESMA, Buenos Aires, Argentina

No início da RESLAC, o trabalho esteve centrado na conexão, coordenação e incorporação de lugares e organizações do Cone Sul que tivessem como missão a recuperação e transmissão da memória das violações dos direitos humanos cometidas durante as ditaduras ou conflitos armados internos e a defesa da verdade, justiça, e das reparações e criação de medidas de não repetição para a construção da democracia e a promoção, defesa e garantia dos direitos humanos. Isso permitiu o crescimento e a consolidação da rede através da realização de encontros anuais e oficinas que promoveram a coordenação, o trabalho colaborativo e a aprendizagem mútua em temáticas centradas, fundamentalmente, na gestão de espaços de memória: conexão com o público, criação e gestão de arquivos e a relação entre a memória e a construção da democracia num contexto adverso às políticas públicas de memória. Um dos temas centrais desta primeira etapa, por exemplo, era o papel dos arquivos e sua gestão eficiente. A maioria das instituições da rede estava desenvolvendo esses programas e precisavam consolidá-los. A rede era latino-americana mas somente incluía experiências do Cone Sul e Peru. Trabalhava com outros espaços que não chegaram a ser parte da rede, mas participavam de oficinas e intercâmbios com especialistas.
A rede estava então formada por 11 membros de 5 países (Argentina, Chile, Peru, Paraguai e República Dominicana). Já no encontro regional de 2009, a Rede passa a se chamar Rede Latino-americana de Lugares de Consciência e se incorporam à mesma 9 organizações, chegando a 20 membros (quase o dobro que no ano de 2007), ampliando o espectro de países: Brasil, El Salvador, México e Uruguai além de Argentina, Chile, Peru, Paraguai e República Dominicana. Essa situação diversificou a Rede enriquecendo-a ao incorporar realidades mesoamericanas com experiências diversas quanto a repressão, conflitos, violações a direitos humanos e resistências trabalhadas a partir da memória. Ao mesmo tempo, esta riqueza e amplitude do marco de intervenção das organizações, gerou uma maior responsabilidade quanto a aumentar a presença pública da Rede na América Latina.
Em 2012, inicia-se uma terceira etapa que se caracteriza pelos posicionamentos públicos frente às conjunturas ameaçadoras para às democracias e as iniciativas de memória, junto com uma consolidação da Rede. No encontro regional de 2016, define-se que a rede passaria a se chamar Rede Latinoamericana e Caribenha de Lugares de Memória.   

## Coalizão Internacional de Sítios de Consciência
A Coalizão Internacional de Sítios de Consciência é uma rede de instituições constituída para: abordar a história por meio dos lugares; desenvolver programas que estimulem o diálogo a respeito de questões sociais prioritárias e promovendo os valores democráticos e compartilhar oportunidades para estimular o compromisso público com as questões propostas em seus lugares.
A Coalizão Internacional de Sitios de Consciência está formada por sete redes regionais no mundo: África, que reúne ao Leste, Centro, Ocidente e Sul do dito continente; Ásia; Europa; América Latina; América do Norte; Oriente Médio e África do Norte; e Rússia. É nesse marco mundial que se conforma a RESLAC.
Para a Coalizão Internacional de Sítios de Consciência, um lugar histórico tem um poder único para inspirar a consciência e a ação da sociedade, seja mediante a representação de um acontecimento positivo ou negativo, ou através da preservação de um recurso cultural ou natural. Ao abrir novos diálogos sobre problemas contemporâneos a partir de uma perspectiva histórica, os lugares podem se converter em um novo foro que ocupe um lugar central na vida cívica e democrática em seus países e no mundo.
“Mais de 185 instituições de todo mundo formam a Coalizão Internacional de Lugares de Consciência. Nossos membros são diversos em todo o sentido: variam desde lugares históricos estabelecidos há muito tempo até iniciativas de memória emergentes, recordam uma grande variedade de histórias, e abordam igual variedade de problemas. Mas todas se unem com o compromisso comum de ligar o passado com o presente, a memória com a ação”.

## Projetos e atividades
A RESLAC produziu materiais, audiovisuais, recursos didáicos, mostras e reportagens. A cada ano a rede realiza um encontro no qual se trabalham diferentes temas e se definem linhas de trabalho que são desenvolvidas ano a ano. Esses projetos realizam-se conjuntamente entre muitos lugares que trabalham cooperativamente. "Uso Público dos Lugares Históricos para a Transmissão da Memória” foi o primeiro encontro da Rede em junho de 2006, realizado na Sociedade Hebraica Argentina, em Buenos Aires. Em 2017 ocorreu o décimo encontro da RESLAC: "O Presente discute-se com Memória" onde se procurou avançar na construção de uma agenda sobre as problemáticas atuais em matéria de direitos humanos, a partir das estratégias, ações e ferramentas que caracterizam aos lugares de memória. O objetivo central foi abordar o mencionado vínculo entre passado e presente.

## Referencias
1. ↑  «Quem Somos – RESLAC»
2. ↑  Naidu, Ereshnee. From Memory to Action: A Toolkit for Memorialization in Post-Conflict Societies (PDF). [S.l.: s.n.]
3. ↑  «Coalición Internacional de Sitios de Conciencia»
4. ↑  Brito, Ana Paula (2019). Quando o cárcere se transforma em museu: processos de transformação de centros de detenção em sítios de memória no Cone Sul (1990-2018). Tese de Doutorado. [S.l.]: PUC. p. 52
5. ↑  «SOBRE NOSOTROS | Sites of Conscience». Sites of Conscience (em espanhol)
6. ↑  «Biblioteca RESLAC». Consultado em 14 de abril de 2020
7. ↑  «Primer Encuentro de la RESLAC»
8. ↑  «Violaciones a los Derechos Humanos: un Congreso en la ex ESMA». Infonews